# Biserica „Sfinții Arhangheli” din Bozeș
Biserica „Sfinții Arhangheli” din Bozeș este un monument istoric aflat pe teritoriul localității Bozeș, sat aparținător al orașului Geoagiu.

## Istoric și trăsături
Lăcaș de cult din piatră, de plan dreptunghiular, cu absida pentagonală decroșată, ridicat, potrivit tradiției locale, la începutul secolului al XVI-lea, de unul dintre domnitorii sau boierii români de la sud de Carpați, posesorii domeniului Geoagiului de Jos, din care făcea parte, la acea dată, și satul Bozeș. Biserica, având destinația inițială de capelă de curte, a fost împodobită iconografic, la sfârșitul secolului al XVIII-lea, de un artist popular, rămas anonim.